# Bildbehandling
Bildbehandling är ett teknikområde som går ut på att förändra bilder med olika metoder och algoritmer. Vid alla sorters bildbehandling produceras en ny bild utifrån en annan bild.

## Syfte och användning
Målet med bildbehandlingsoperationer är oftast att kvaliteten i bilden ska upplevas bättre eller tydligare. Tekniken används ofta för att undertrycka brus och andra störningar eller för att framhäva den speciella typ av information i bilden som efterfrågas. Tekniken används på både statiska och tidsberoende bilder. Ett område där tekniken är vanlig idag är medicinsk bildbehandling, där algoritmer ofta behövs för att rekonstruera bildinformation från fysikaliska mätningar. Ett annat användningsområde är att framhäva informationen i astronomiska bilder.

## Närliggande teknikområden
Det relaterade området bildanalys skiljer sig från bildbehandling genom att det produceras mätresultat istället för en ny bild. Bildanalys omfattar metoder för att göra kvantitativa mätningar i bilder samt att klassificera egenskaper i delområden utifrån lokal bildinformation, som till exempel att räkna antalet blodkroppar i en mikroskopibild, att automatiskt inspektera kvaliteten vid industriell tillverkning eller att avgöra egenskaper i vegetationen på marken utifrån en satellitbild.
Inom bildkompression arbetar man med metoder för att komprimera bildinformation, vanligast genom transformationsmetoder som lokal Fouriertransformering, waveletkodning eller rörelseprediktion i syfte att överföra bildinformation på ett effektivare sätt.
I det övergripande området datorseende studerar man metoder för att bygga "seende datorer" som tolkar tre-dimensionell sceninformation utifrån två-dimensionella bilder. Exempel på uppgifter i datorseende är att automatiskt bygga tre-dimensionella modeller utifrån en eller flera bilder av en scen samt att automatiskt känna igen två- eller tre-dimensionella objekt i bilder.
Inom såväl bildanalys, bildkompression som datorseende används ofta bildbehandlingsoperationer som förbehandlingssteg. Gränserna mellan dessa ämnesområden är emellertid flytande, varför ämnena bildanalys, bildkompression och datorseende i vardagligt tal ibland hänförs till bildbehandling, medan ämnet datorseende i vetenskapliga sammanhang kan ses som övergripande och innefattande stora delar bildanalys- och bildbehandlingsområdena samtidigt som datorseendemetoder på senare tid införlivats i mer avancerade metoder för bildkompression.

## Typer av bildbehandlingsoperationer
Inom klassen bildbehandlingsoperationer kan man bl.a. inräkna följande typer av operationer:
- Geometriska transformationer såsom omskalning, rotation eller icke-linjära transformationer
- Grånivåtransformationer
- Färgkorrektioner och transformationer mellan olika färgrymder
- Linjära och icke-linjära filtreringsoperationer för utjämning och brusundertryckning
- Fouriertransformering
- Kontrasthöjande filtreringsoperationer
- Morfologiska operationer
- Linjära och icke-linjära restaureringsmetoder
- Medelvärdesbildning över tiden och tidsdifferenser
- Rörelsekompensering/stabilisering
- Sammanfogning av multipla bilder av samma scen till s.k. mosaiker eller panorama

## Datoriserad bildbehandling
I takt med den snabba teknikutvecklingen med digitala konsumentkameror har det också under de senaste åren vuxit fram en marknad för att efterbehandla digitala foton digitalt med datorprogram såsom Adobe Photoshop, Corel Photo-Paint, Paint shop pro, digiKam, Raw Therapee och GIMP. Förutom färg- och kontrastjusteringar, kan halvautomatisk digital bildbehandling användas för att få bort oönskade element som röda ögon samt för att retuschera texturerade områden.